# Вадецкая, Татьяна Борисовна
Вадецкая Татьяна Борисовна (29 сентября 1941 г. Чистополь) — советский художник по костюмам.

## Биография
Вадецкая Татьяна Борисовна родилась 29 сентября 1941 года в городе Чистополе, куда её семья была эвакуирована из Москвы. Дочь писателя Бориса Вадецкого.
Окончила Московский текстильный институт (1968).
В 1960 году начала работать на киностудии «Мосфильм». Работала с такими режиссёрами как Сергей Бондарчук, В. Жалакявичюс, Э. Климов, С. Кулиш, А. Прошкин, Н. Спириденко и другими.
Член Союза кинематографистов.

## Фильмография
Художественные фильмы:
- «Война и мир» (реж. Сергей Бондарчук, 1967 г.) — костюмы «мира»;
- «Николай Бауман» (реж. Семён Туманов, 1967);
- «Посол Советского Союза» (реж. Г. Натансон, Мосфильм 1969);
- «Дворянское гнездо» (реж. Андрей Михалков-Кончаловский, 1969);
- «Пропажа свидетеля» (реж. Владимир Назаров, 1971);
- «Это сладкое слово — свобода!» (реж. Витаутас Жалакявичюс, 1972);
- «На край света» (реж. Родион Нахапетов, 1975);
- «Юлия Вревская» (реж. Никола Корабов, 1977);
- «Взлёт» (реж. Савва Кулиш, 1979);
- «Ах, водевиль, водевиль…» (реж. Георгий Юнгвальд-Хилькевич, 1979);
- «Рассказ неизвестного человека» (реж. Витаутас Жалакявичус, 1980);
- «Агония» (реж. Элем Климов, 1981);
- «Граждане Вселенной» (реж. Николай Спириденко, 1984)
- «Михайло Ломоносов» (реж. Александр Прошкин, 1986 г.).

Документальные фильмы:
- «Первые старты» (реж. Савва Кулиш, 1980);
- «Поёт Булат Минжилкиев» («Киргизтелефильм», 1973).